# Commissaire Toumi
Commissaire Toumi : le crime était presque pas fait est une bande dessinée d'Anouk Ricard éditée en France par les Éditions Sarbacane. Elle met en scène deux personnages : le commissaire Toumi et son associé Stucky qui résolvent à eux deux un grand nombre d'enquêtes farfelues.

## Présentation
Les personnages de l'album sont des animaux anthropomorphes. Le commissaire Toumi est un bouledogue. Fin limier, il fume, boite et est en proie à de terribles cauchemars. Il est aidé dans ses enquêtes par Stucky, un chat tigré un peu bêta qui lâche des mauvais jeux de mots. Ils sont confrontés à des énigmes déjantées.
Histoires
1. L'Affaire Wurst
2. Le Rapt
3. Meurtres en série
4. Mme de Rambouillon

## Rythme de l'histoire
Le schéma narratif souvent utilisé dans cette bande dessinée est le suivant.
- 1 : découverte de la victime.
- 2 : Recherche de témoins.
- 3 : Rendez-vous au commissariat à 15 heures.
- 4 : Scène dantesque face au criminel avec révélations de partout.
- 5 : Note d'humour volontairement nulle.

## Anecdotes
- Le PPPIFBDM[2] a décerné à « commissaire Toumi » son seul prix sérieux, décerné par tous les auteurs invités par ce festival à un album dont l'auteur n'est pas présent au festival, « le prix du meilleur absent ».